# Jan Pawsza
Jan Pawsza herbu Leliwa – podkomorzy owrucki w latach 1765–1786, stolnik kijowski w latach 1744–1765.
Poseł na sejm 1752 roku z województwa kijowskiego. Był posłem na sejm koronacyjny 1764 roku z województwa kijowskiego.